# Heteromeringia lateralis
Heteromeringia lateralis är en tvåvingeart som beskrevs av Lonsdale och Marshall 2007. Heteromeringia lateralis ingår i släktet Heteromeringia och familjen träflugor.
Artens utbredningsområde är Costa Rica. Inga underarter finns listade i Catalogue of Life.